# Liga Mistrzów UEFA (2013/2014)/Faza kwalifikacyjna
Artykuł prezentuje szczegółowe dane dotyczące rozegranych meczów mających na celu wyłonienie grupy drużyn piłkarskich, które wezmą udział w fazie grupowej Ligi Mistrzów UEFA 2013/2014.

## I runda kwalifikacyjna
Do startu w I rundzie kwalifikacyjnej uprawnionych będzie 4 drużyny, z czego 2 będą rozstawione.
| Drużyny rozstawione | Drużyny rozstawione | Drużyny rozstawione | Drużyny rozstawione |
| Drużyna             | Wsp.                | Drużyna             | Wsp.                |
| ------------------- | ------------------- | ------------------- | ------------------- |
| EB/Streymur         | 2.316               | SP Tre Penne        | 1.383               |

| Drużyny nierozstawione | Drużyny nierozstawione | Drużyny nierozstawione | Drużyny nierozstawione |
| Drużyna                | Wsp.                   | Drużyna                | Wsp.                   |
| ---------------------- | ---------------------- | ---------------------- | ---------------------- |
| FC Lusitanos           | 1.100                  | Szirak Giumri          | 0.850                  |

Wsp. – wartość współczynnika klubowego
Pogrubioną czcionką wyróżnione zespoły, które awansowały do kolejnej rundy.
| Drużyna 1                            | Wynik dwumeczu | Drużyna 2    | Pierwszy mecz | Drugi mecz |
| ------------------------------------ | -------------- | ------------ | ------------- | ---------- |
| Szirak Giumri                        | 3:1            | SP Tre Penne | 3:0           | 0:1        |
| FC Lusitanos                         | 3:7            | EB/Streymur  | 2:2           | 1:5        |
| Po lewej gospodarz pierwszego meczu. |                |              |               |            |

### Pierwsze mecze
| 12 lipca 2013 | Szirak Giumri        | 3:0   | SP Tre Penne |                                                               |
| 15:00 CET     | Fofana 26', 55', 64' | (1:0) |              | Stadion Miejski, Giumri Widzów: 2600 Sędzia: Aleksandr Aliyev |

| 22 lipca 2013 | FC Lusitanos          | 2:2   | EB/Streymur                  |                                                                                       |
| 19:30 CET     | Martínez 24' (k), 29' | (2:0) | 67' Hansen · 69' (k) Hanssen | Estadi Comunal d’Andorra la Vella, Andorra La Vella Widzów: 750 Sędzia: Damir Batinić |

### Rewanże
| 19 lipca 2013 | SP Tre Penne    | 1:0   | Szirak Giumri |                                                                    |
| 21:00 CET     | Kyere 2' (sam.) | (1:0) |               | Stadion Olimpijski, Serravalle Widzów: 453 Sędzia: Laurent Kopriwa |

| 29 lipca 2013 | EB/Streymur                                                     | 5:1   | FC Lusitanos    |                                                            |
| 20:00 CET     | Hansen 3' · Hanssen 38', 85' · Zachariasen 72' · Niclasen 90+3' | (2:0) | 66' Luis Miguel | Tórsvøllur, Thorshavn Widzów: 1200 Sędzia: Raymond Crangle |

## II runda kwalifikacyjna
Do startu w II rundzie kwalifikacyjnej uprawnionych będzie 34 drużyny (2 z poprzedniej rundy), z czego 17 będzie rozstawionych.
    drużyny, które awansowały z I rundy kwalifikacyjnej
| Drużyny rozstawione | Drużyny rozstawione | Drużyny rozstawione | Drużyny rozstawione |
| Drużyna             | Wsp.                | Drużyna             | Wsp.                |
| ------------------- | ------------------- | ------------------- | ------------------- |
| BATE Borysów        | 39.175              | Slovan Bratysława   | 8.341               |
| Celtic              | 37.538              | IF Elfsborg         | 8.125               |
| Steaua Bukareszt    | 35.604              | Maccabi Tel Awiw    | 8.075               |
| Viktoria Pilzno     | 28.745              | Molde FK            | 7.835               |
| Dinamo Zagrzeb      | 25.916              | HJK Helsinki        | 6.701               |
| Partizan Belgrad    | 17.425              | Ekranas Poniewież   | 6.300               |
| Legia Warszawa      | 13.650              | Neftçi PFK          | 5.708               |
| Sheriff Tyraspol    | 11.533              | Dinamo Tbilisi      | 5.333               |
| NK Maribor          | 9.941               |                     |                     |

| Drużyny nierozstawione | Drużyny nierozstawione | Drużyny nierozstawione | Drużyny nierozstawione |
| Drużyna                | Wsp.                   | Drużyna                | Wsp.                   |
| ---------------------- | ---------------------- | ---------------------- | ---------------------- |
| FK Željezničar         | 4.566                  | EB/Streymur            | 2.316                  |
| FH                     | 4.083                  | Cliftonville F.C.      | 2.116                  |
| Győri ETO              | 3.850                  | Wardar Skopje          | 2.050                  |
| The New Saints F.C.    | 3.766                  | Daugava Dyneburg       | 1.658                  |
| Łudogorec Razgrad      | 3.450                  | Sutjeska Nikšić        | 1.300                  |
| Sligo Rovers           | 3.225                  | Nõmme Kalju            | 1.191                  |
| Szachtior Karaganda    | 2.941                  | Szirak Giumri          | 1.383                  |
| Skënderbeu Korcza      | 2.833                  | Fola Esch              | 0.925                  |
| Birkirkara FC          | 2.541                  |                        |                        |

Wsp. – wartość współczynnika klubowego
Pogrubioną czcionką wyróżnione zespoły, które awansowały do kolejnej rundy.
| Drużyna 1                            | Wynik dwumeczu | Drużyna 2           | Pierwszy mecz | Drugi mecz |
| ------------------------------------ | -------------- | ------------------- | ------------- | ---------- |
| Neftçi PFK                           | 0:1            | Skënderbeu Korcza   | 0:0           | 0:1 (pd.)  |
| Steaua Bukareszt                     | 5:1            | Wardar Skopje       | 3:0           | 2:1        |
| Viktoria Pilzno                      | 6:4            | FK Željezničar      | 4:3           | 2:1        |
| Sheriff Tyraspol                     | 6:1            | Sutjeska Nikšić     | 1:1           | 5:0        |
| Birkirkara FC                        | 0:2            | NK Maribor          | 0:0           | 0:2        |
| Sligo Rovers                         | 0:3            | Molde FK            | 0:1           | 0:2        |
| IF Elfsborg                          | 11:1           | Daugava Dyneburg    | 7:1           | 4:0        |
| HJK Helsinki                         | 1:2            | Nõmme Kalju         | 0:0           | 1:2        |
| Ekranas Poniewież                    | 1:3            | FH                  | 0:1           | 1:2        |
| The New Saints F.C.                  | 1:4            | Legia Warszawa      | 1:3           | 0:1        |
| Cliftonville F.C.                    | 0:5            | Celtic              | 0:3           | 0:2        |
| Fola Esch                            | 0:6            | Dinamo Zagrzeb      | 0:5           | 0:1        |
| Győri ETO                            | 1:4            | Maccabi Tel Awiw    | 0:2           | 1:2        |
| BATE Borysów                         | 0:2            | Szachtior Karaganda | 0:1           | 0:1        |
| Szirak Giumri                        | 1:1 (br.wyj.)  | Partizan Belgrad    | 1:1           | 0:0        |
| Slovan Bratysława                    | 2:4            | Łudogorec Razgrad   | 2:1           | 0:3        |
| Dinamo Tbilisi                       | 9:2            | EB/Streymur         | 6:1           | 3:1        |
| Po lewej gospodarz pierwszego meczu. |                |                     |               |            |

### Pierwsze mecze
| 117 lipca 2013 | Neftçi PFK | 0:0   | Skënderbeu Korcza |                                                             |
| 18:00 CET      |            | (0:0) |                   | Bakcell Arena, Baku Widzów: 10 200 Sędzia: Leontios Trattou |

| 216 lipca 2013 | Steaua Bukareszt                                  | 3:0   | Wardar Skopje |                                                                 |
| 19:45 CET      | Tănase 12' · Pintilii 21' · Pavlović 45+2' (sam.) | (3:0) |               | Stadion Ghencea, Bukareszt Widzów: 36 433 Sędzia: Radek Příhoda |

| 316 lipca 2013 | Viktoria Pilzno                              | 4:3   | FK Željezničar                        |                                                                   |
| 17:30 CET      | Čišovský 63' · Kolář 66', 76' · Rajtoral 81' | (0:0) | 52' Tomić · 78' Selimović · 85' Bučan | Doosan Arena, Pilzno Widzów: 10 381 Sędzia: César Muñiz Fernández |

| 416 lipca 2013 | Sheriff Tyraspol   | 1:1   | Sutjeska Nikšić |                                                                           |
| 19:00 CET      | Silva Henrique 45' | (1:0) | 55' Pejović     | Bolshaya Sportivnaya Arena, Tyraspol Widzów: 6153 Sędzia: Bülent Yıldırım |

| 516 lipca 2013 | Birkirkara FC | 0:0   | NK Maribor |                                                               |
| 19:30 CET      |               | (0:0) |            | Ta’ Qali Stadium, Ta’ Qali Widzów: 1419 Sędzia: Radu Petrescu |

| 617 lipca 2013 | Sligo Rovers | 0:1   | Molde FK  |                                                           |
| 19:00 CET      |              | (0:1) | 42' Chima | Showgrounds, Sligo Widzów: 3841 Sędzia: Alexandre Boucaut |

| 717 lipca 2013 | IF Elfsborg                                                                                     | 7:1   | Daugava Dyneburg |                                                                 |
| 19:00 CET      | Rohdén 20', 62' · Sokolovs 48' (sam.) · Nilsson 61' · Bangura 68' · Claesson 89' · Holmén 90+2' | (1:0) | 78' Iizuka       | Borås Arena, Borås Widzów: 3342 Sędzia: Carlos del Cerro Grande |

| 817 lipca 2013 | HJK Helsinki | 0:0   | Nõmme Kalju |                                                                  |
| 17:30 CET      |              | (0:0) |             | Sonera Stadium, Helsinki Widzów: 7011 Sędzia: Jovan Kaludjerovic |

| 916 lipca 2013 | Ekranas Poniewież | 0:1   | FH            |                                                                       |
| 19:00 CET      |                   | (0:1) | 30' Vidarsson | Aukštaitijos Stadion, Poniewież Widzów: 1753 Sędzia: Dag Vidar Hafsås |

| 1017 lipca 2013 | The New Saints F.C. | 1:3   | Legia Warszawa                                |                                                                    |
| 20:15 CET       | Fraughan 11'        | (1:0) | 47' Kucharczyk · 57' Saganowski · 74' Kosecki | Racecourse Ground, Wrexham Widzów: 2925 Sędzia: Thorvaldur Arnason |

| 1117 lipca 2013 | Cliftonville F.C. | 0:3   | Celtic                                 |                                                     |
| 20:45 CET       |                   | (0:2) | 25' Lustig · 31' Samaras · 84' Forrest | Solitude, Belfast Widzów: 5442 Sędzia: Serhij Bojko |

| 1216 lipca 2013 | Fola Esch | 0:5   | Dinamo Zagrzeb                                         |                                                                      |
| 19:30 CET       |           | (0:0) | 59', 63' Soudani · 64' Čop · 75' Ademi · 79' Fernándes | Stade Parc des Sports, Differdange Widzów: 1489 Sędzia: Bobby Madden |

| 1317 lipca 2013 | Győri ETO | 0:2   | Maccabi Tel Awiw              |                                                    |
| 20:30 CET       |           | (0:0) | 76' Jicchaki · 90+4' Alberman | ETO Park, Győr Widzów: 8175 Sędzia: Markus Hameter |

| 1416 lipca 2013 | BATE Borysów | 0:1   | Szachtior Karaganda |                                                           |
| 18:00 CET       |              | (0:0) | 48' Khizhnichenko   | Stadion Miejski, Borysów Widzów: 5207 Sędzia: John Beaton |

| 1517 lipca 2013 | Szirak Giumri | 1:1   | Partizan Belgrad |                                                            |
| 15:00 CET       | Hakobyan 48'  | (0:0) | 90+3' Volkov     | Stadion Miejski, Giumri Widzów: 2860 Sędzia: Libor Kovařík |

| 1617 lipca 2013 | Slovan Bratysława      | 2:1   | Łudogorec Razgrad |                                                                  |
| 20:15 CET       | Halenár 87', 90+3' (k) | (0:0) | 65' Mäntylä       | Štadión Pasienky, Bratysława Widzów: 8126 Sędzia: Anthony Taylor |

| 1716 lipca 2013 | Dinamo Tbilisi                                                                  | 6:1   | EB/Streymur        |                                                                                  |
| 18:00 CET       | Ustaritz 40' · Dvali 43' · Grigalashvili 72' · Xisco Muñoz 75' · Vouho 77', 81' | (2:1) | 42' (sam.) Glisziḱ | Boris Paichadzis Erovnuli Stadioni, Tbilisi Widzów: 9425 Sędzia: Alan Mario Sant |

### Rewanże
| 123 lipca 2013 | Skënderbeu Korcza | 1:0 (pd.) | Neftçi PFK |                                                            |
| 20:00 CET      | Orelesi 116'      | (0:0)     |            | Stadiumi Skënderbeu, Korcza Widzów: 3500 Sędzia: Paweł Gil |

| 223 lipca 2013 | Wardar Skopje   | 1:2   | Steaua Bukareszt               |                                                                |
| 20:45 CET      | Kostovski 45+1' | (1:1) | 23' Piovaccari · 72' Bourceanu | Stadion Filipa II, Skopje Widzów: 3450 Sędzia: Ołeksandr Derdo |

| 323 lipca 2013 | FK Željezničar | 1:2   | Viktoria Pilzno          |                                                             |
| 21:00 CET      | Jamak 45'      | (1:2) | 5' Wágner · 30' Petržela | Stadion Koševo, Sarajewo Widzów: 15 000 Sędzia: João Capela |

| 423 lipca 2013 | Sutjeska Nikšić | 0:5   | Sheriff Tyraspol                                               |                                                                      |
| 17:30 CET      |                 | (0:1) | 13' Cadu · 47' Ricardinho · 52', 65' Fernando · 86' Scripcenco | Stadion Kraj Bistrice, Nikšić Widzów: 5100 Sędzia: Vladimir Kazmenko |

| 524 lipca 2013 | NK Maribor                 | 2:0   | Birkirkara FC |                                                                    |
| 20:00 CET      | Cvijanović 28' · Viler 47' | (1:0) |               | Stadion Ljudski vrt, Maribor Widzów: 9036 Sędzia: Andris Treimanis |

| 623 lipca 2013 | Molde FK             | 2:0   | Sligo Rovers |                                                        |
| 19:00 CET      | Linnes 5' · Coly 77' | (1:0) |              | Aker Stadion, Molde Widzów: 5765 Sędzia: Danilo Grujić |

| 723 lipca 2013 | Daugava Dyneburg | 0:4   | IF Elfsborg                                             |                                                                    |
| 17:00 CET      |                  | (0:1) | 41' Keene · 61' Claesson · 66' Hult · 86' (k) Andersson | Stadion Celtnieks, Dyneburg Widzów: 350 Sędzia: Athanasios Giachos |

| 823 lipca 2013 | Nõmme Kalju                | 2:1   | HJK Helsinki |                                                                    |
| 17:30 CET      | Ceesay 28' · Quintieri 35' | (2:0) | 64' Savage   | Stadion Kadriorg, Tallinn Widzów: 4880 Sędzia: Milenko Vukadinović |

| 923 lipca 2013 | FH                               | 2:1   | Ekranas Poniewież |                                                                    |
| 21:15 CET      | Sverrisson 38' · Björnsson 90+2' | (1:1) | 26' (k) Buinickij | Kaplakrikavöllur, Hafnarfjörður Widzów: 1623 Sędzia: Ivan Kružliak |

| 1024 lipca 2013 | Legia Warszawa  | 1:0   | The New Saints F.C. |                                                             |
| 20:45 CET       | Dvaliszvili 53' | (0:0) |                     | Pepsi Arena, Warszawa Widzów: 11 172 Sędzia: Bardhyl Pashaj |

| 1123 lipca 2013 | Celtic                    | 2:0   | Cliftonville F.C. |                                                               |
| 20:45 CET       | Ambrose 16' · Samaras 70' | (1:0) |                   | Celtic Park, Glasgow Widzów: 37 097 Sędzia: Thorsten Kinhöfer |

| 1223 lipca 2013 | Dinamo Zagrzeb   | 1:0   | Fola Esch |                                                       |
| 20:45 CET       | Kramarić 78' (k) | (0:0) |           | Maksimir, Zagrzeb Widzów: 8995 Sędzia: Lasha Silagava |

| 1323 lipca 2013 | Maccabi Tel Awiw             | 2:1   | Győri ETO    |                                                                         |
| 20:30 CET       | Ben Chajjim 25' · Zahawi 79' | (1:0) | 86' Martínez | Stadion Bloomfield, Tel Awiw-Jafa Widzów: 12 732 Sędzia: Martin Hansson |

| 1423 lipca 2013 | Szachtior Karaganda | 1:0   | BATE Borysów |                                                                     |
| 15:30 CET       | Zenkovich 82'       | (0:0) |              | Stadion Szachtior, Karagana Widzów: 18 800 Sędzia: Stephan Klossner |

| 1524 lipca 2013 | Partizan Belgrad | 0:0   | Szirak Giumri |                                                                     |
| 20:45 CET       |                  | (0:0) |               | Stadion Partizana, Belgrad Widzów: 15 742 Sędzia: Yannis Anastasiou |

| 1624 lipca 2013 | Łudogorec Razgrad                 | 3:0   | Slovan Bratysława |                                                               |
|                 | Stoyanov 3' · Dani Abalo 12', 78' | (2:0) |                   | Ludogorets Arena, Razgrad Widzów: 3890 Sędzia: Mauro Bergonzi |

| 1723 lipca 2013 | EB/Streymur   | 1:3   | Dinamo Tbilisi                               |                                                       |
| 20:00 CET       | Danielsen 27' | (1:2) | 7' (k) Xisco Muñoz · 12' Dvali · 84' Glisziḱ | Tórsvøllur, Thorshavn Widzów: 317 Sędzia: Simon Evans |

## III runda kwalifikacyjna
Od tej rundy turniej kwalifikacyjny zostanie podzielony na 2 części – dla mistrzów i niemistrzów poszczególnych federacji:
- do startu w III rundzie kwalifikacyjnej dla mistrzów uprawnionych będzie 20 drużyn (w tym 17 zwycięzców II rundy), z czego 10 będzie rozstawionych;
- do startu w III rundzie kwalifikacyjnej dla niemistrzów uprawnionych będzie 10 drużyn, z czego 5 będzie rozstawionych.

Drużyny, które przegrają w tej rundzie, otrzymają prawo gry w rundzie play-off Ligi Europy UEFA.
Uwaga: losowanie III rundy kwalifikacyjnej odbywa się przed zakończeniem II rundy, więc pary z II rundy są losowane według współczynnika „lepszej” drużyny. Oznacza to, że dla rozstawienia w III rundzie kwalifikacyjnej nie ma znaczenia, kto odpadnie w II rundzie.
    drużyny, które awansowały z II rundy kwalifikacyjnej
| Drużyny rozstawione | Drużyny rozstawione | Drużyny rozstawione | Drużyny rozstawione |
| Drużyna             | Wsp.                | Drużyna             | Wsp.                |
| ------------------- | ------------------- | ------------------- | ------------------- |
| FC Basel            | 59.785              | Viktoria Pilzno     | 28.745              |
| Szachtior Karaganda | 39.175              | Dinamo Zagrzeb      | 25.916              |
| Celtic              | 37.538              | Partizan Belgrad    | 17.425              |
| Steaua Bukareszt    | 35.604              | Austria Wiedeń      | 16.575              |
| APOEL Nikozja       | 35.366              | Legia Warszawa      | 13.650              |

| Drużyny nierozstawione | Drużyny nierozstawione | Drużyny nierozstawione | Drużyny nierozstawione |
| Drużyna                | Wsp.                   | Drużyna                | Wsp.                   |
| ---------------------- | ---------------------- | ---------------------- | ---------------------- |
| Sheriff Tyraspol       | 11.533                 | Molde FK               | 7.835                  |
| NK Maribor             | 9.941                  | Nõmme Kalju            | 6.701                  |
| Łudogorec Razgrad      | 8.341                  | FH                     | 6.300                  |
| IF Elfsborg            | 8.125                  | Skënderbeu Korcza      | 5.708                  |
| Maccabi Tel Awiw       | 8.075                  | Dinamo Tbilisi         | 5.333                  |

Wsp. – wartość współczynnika klubowego
Pogrubioną czcionką wyróżnione zespoły, które awansowały do kolejnej rundy.
| Drużyna 1                            | Wynik dwumeczu | Drużyna 2         | Pierwszy mecz | Drugi mecz |
| ------------------------------------ | -------------- | ----------------- | ------------- | ---------- |
| FC Basel                             | 4:3            | Maccabi Tel Awiw  | 1:0           | 3:3        |
| Molde FK                             | 1:1 (br.wyj.)  | Legia Warszawa    | 1:1           | 0:0        |
| Łudogorec Razgrad                    | 3:1            | Partizan Belgrad  | 2:1           | 1:0        |
| Dinamo Tbilisi                       | 1:3            | Steaua Bukareszt  | 0:2           | 1:1        |
| APOEL Nikozja                        | 1:1 (br.wyj.)  | NK Maribor        | 1:1           | 0:0        |
| Celtic                               | 1:0            | IF Elfsborg       | 1:0           | 0:0        |
| Szachtior Karaganda                  | 5:3            | Skënderbeu Korcza | 3:0           | 2:3        |
| Austria Wiedeń                       | 1:0            | FH                | 1:0           | 0:0        |
| Nõmme Kalju                          | 2:10           | Viktoria Pilzno   | 0:4           | 2:6        |
| Dinamo Zagrzeb                       | 4:0            | Sheriff Tyraspol  | 1:0           | 3:0        |
| Po lewej gospodarz pierwszego meczu. |                |                   |               |            |

### Pierwsze mecze
| 130 lipca 2013 | FC Basel    | 1:0   | Maccabi Tel Awiw |                                                                 |
| 19:00 CET      | Stocker 39' | (1:0) |                  | St. Jakob-Park, Bazylea Widzów: 12 353 Sędzia: Szymon Marciniak |

| 231 lipca 2013 | Molde FK  | 1:1   | Legia Warszawa  |                                                           |
| 19:00 CET      | Chima 29' | (1:0) | 68' Dvalishvili | Aker Stadion, Molde Widzów: 6063 Sędzia: Anastasios Kakos |

| 331 lipca 2013 | Łudogorec Razgrad                | 2:1   | Partizan Belgrad |                                                                    |
| 19:30 CET      | Marcelinho 54' · Aleksandrov 67' | (0:0) | 49' Marković     | Ludogorets Arena, Razgrad Widzów: 7000 Sędzia: Michael Koukoulakis |

| 430 lipca 2013 | Dinamo Tbilisi | 0:2   | Steaua Bukareszt |                                                                               |
| 18:00 CET      |                | (0:0) | 64', 80' Iancu   | Stadion Borisa Paiczadze, Tbilisi Widzów: 20 728 Sędzia: Robert Schörgenhofer |

| 531 lipca 2013 | APOEL Nikozja | 1:1   | NK Maribor  |                                                          |
| 19:00 CET      | Gonçalves 21' | (1:0) | 64' Tavares | Stadion GSP, Nikozja Widzów: 17 387 Sędzia: Sergiy Boyko |

| 631 lipca 2013 | Celtic      | 1:0   | IF Elfsborg |                                                             |
| 20:45 CET      | Commons 76' | (0:0) |             | Celtic Park, Glasgow Widzów: 38 546 Sędzia: Manuel De Sousa |

| 730 lipca 2013 | Szachtior Karaganda                          | 3:0   | Skënderbeu Korcza |                                                             |
| 15:00 CET      | Ðidić 8' · Murtazaev 79' · Khizhnichenko 90' | (1:0) |                   | Astana Arena, Astana Widzów: 21 800 Sędzia: Alexey Nikolaev |

| 830 lipca 2013 | Austria Wiedeń | 1:0   | FH |                                                          |
| 18:00 CET      | Royer 25'      | (1:0) |    | Generali Arena, Wiedeń Widzów: 8075 Sędzia: Bobby Madden |

| 930 lipca 2013 | Nõmme Kalju | 0:4   | Viktoria Pilzno                     |                                                              |
| 18:00 CET      |             | (0:1) | 8', 52', 90+2' Čišovský · 77' Ďuriš | A. Le Coq Arena, Tallinn Widzów: 4220 Sędzia: Andre Marriner |

| 1030 lipca 2013 | Dinamo Zagrzeb | 1:0   | Sheriff Tyraspol |                                                            |
| 20:45 CET       | Rukavina 89'   | (0:0) |                  | Maksimir, Zagrzeb Widzów: 10 347 Sędzia: Carlos Clos Gómez |

### Rewanże
| 16 sierpnia 2013 | Maccabi Tel Awiw                         | 3:3   | FC Basel                            |                                                                         |
| 19:00 CET        | Schär 35' (sam.) · Zahawi 37' · Radi 55' | (2:3) | 5' (k) Schär · 21' Salah · 33' Díaz | Stadion Bloomfield, Tel Awiw-Jafa Widzów: 13 100 Sędzia: Clément Turpin |

| 27 sierpnia 2013 | Legia Warszawa | 0:0   | Molde FK |                                                              |
| 20:45 CET        |                | (0:0) |          | Pepsi Arena, Warszawa Widzów: 23 379 Sędzia: Alexandru Tudor |

| 36 sierpnia 2013 | Partizan Belgrad | 0:1   | Łudogorec Razgrad |                                                              |
| 20:45 CET        |                  | (0:0) | 88' (k) Zlatinski | Stadion Partizana, Belgrad Widzów: 22 312 Sędzia: Alan Kelly |

| 46 sierpnia 2013 | Steaua Bukareszt | 1:1   | Dinamo Tbilisi |                                                                         |
| 19:45 CET        | Latovlevici 7'   | (1:0) | 48' Ustaritz   | Stadionul Național, Bukareszt Widzów: 37 249 Sędzia: Kristinn Jakobsson |

| 56 sierpnia 2013 | NK Maribor | 0:0   | APOEL Nikozja |                                                                       |
| 20:00 CET        |            | (0:0) |               | Stadion Ljudski vrt, Maribor Widzów: 12 100 Sędzia: Aliaksei Kulbakov |

| 67 sierpnia 2013 | IF Elfsborg | 0:0   | Celtic |                                                              |
| 19:45 CET        |             | (0:0) |        | Borås Arena, Borås Widzów: 9040 Sędzia: Vladislav Bezborodov |

| 76 sierpnia 2013 | Skënderbeu Korcza                   | 3:2   | Szachtior Karaganda               |                                                                     |
| 20:00 CET        | Tomić 9' · Shkëmbi 20' (k), 29' (k) | (3:1) | 38' Khizhnichenko · 67' Baizhanov | Stadion im. Qemala Stafy, Tirana Widzów: 2500 Sędzia: Ivan Kružliak |

| 87 sierpnia 2013 | FH | 0:0   | Austria Wiedeń |                                                                        |
| 18:00 CET        |    | (0:0) |                | Kaplakrikavöllur, Hafnarfjörður Widzów: 2647 Sędzia: Stanislav Todorov |

| 97 sierpnia 2013 | Viktoria Pilzno                                                | 6:2   | Nõmme Kalju        |                                                              |
| 20:15 CET        | Horváth 26' (k), 44', 62' · Tecl 58' · Hořava 71' · Wágner 82' | (2:1) | 10' (69) Quintieri | Doosan Arena, Pilzno Widzów: 9482 Sędzia: Stefan Johannesson |

| 107 sierpnia 2013 | Sheriff Tyraspol | 0:3   | Dinamo Zagrzeb                        |                                                                            |
| 19:00 CET         |                  | (0:2) | 10' Fernándes · 27' Soudani · 61' Čop | Bolshaya Sportivnaya Arena, Tyraspol Widzów: 10 234 Sędzia: Danny Makkelie |

| Drużyny rozstawione | Drużyny rozstawione | Drużyny rozstawione | Drużyny rozstawione |
| Drużyna             | Wsp.                | Drużyna             | Wsp.                |
| ------------------- | ------------------- | ------------------- | ------------------- |
| Olympique Lyon      | 95.800              | Metalist Charków    | 62.451              |
| Zenit Petersburg    | 70.766              | Fenerbahçe SK       | 46.400              |
| PSV Eindhoven       | 64.945              |                     |                     |

| Drużyny nierozstawione | Drużyny nierozstawione | Drużyny nierozstawione  | Drużyny nierozstawione |
| Drużyna                | Wsp.                   | Drużyna                 | Wsp.                   |
| ---------------------- | ---------------------- | ----------------------- | ---------------------- |
| PAOK FC                | 28.800                 | Grasshopper Club Zurych | 7.285                  |
| Red Bull Salzburg      | 28.075                 | SV Zulte Waregem        | 6.880                  |
| FC Nordsjælland        | 12.640                 |                         |                        |

Wsp. – wartość współczynnika klubowego
Pogrubioną czcionką wyróżnione zespoły, które awansowały do kolejnej rundy.
| Drużyna 1                            | Wynik dwumeczu | Drużyna 2               | Pierwszy mecz | Drugi mecz |
| ------------------------------------ | -------------- | ----------------------- | ------------- | ---------- |
| FC Nordsjælland                      | 0:6            | Zenit Petersburg        | 0:1           | 0:5        |
| Red Bull Salzburg                    | 2:4            | Fenerbahçe SK           | 1:1           | 1:3        |
| PAOK FC                              | 1:3            | Metalist Charków        | 0:2           | 1:1        |
| PSV Eindhoven                        | 5:0            | SV Zulte Waregem        | 2:0           | 3:0        |
| Olympique Lyon                       | 2:0            | Grasshopper Club Zurych | 1:0           | 1:0        |
| Po lewej gospodarz pierwszego meczu. |                |                         |               |            |

### Pierwsze mecze
| 130 lipca 2013 | FC Nordsjælland | 0:1   | Zenit Petersburg |                                                   |
| 19:00 CET      |                 | (0:0) | 49' Kierżakow    | Farum Park, Farum Widzów: 5417 Sędzia: Alon Yefet |

| 231 lipca 2013 | Red Bull Salzburg | 1:1   | Fenerbahçe SK      |                                                              |
| 20:30 CET      | Alan 68'          | (0:0) | 90+5' (k) Meireles | Red Bull Arena, Salzburg Widzów: 28 640 Sędzia: Duarte Gomes |

| 330 lipca 2013 | PAOK FC | 0:2   | Metalist Charków   |                                                             |
| 20:00 CET      |         | (0:1) | 43' (k), 72' Dević | Toumba Stadium, Saloniki Widzów: 200 Sędzia: Pol van Boekel |

| 430 lipca 2013 | PSV Eindhoven           | 2:0   | SV Zulte Waregem |                                                              |
| 20:45 CET      | Depay 61' · Locadia 75' | (0:0) |                  | Philips Stadion, Eindhoven Widzów: 35 000 Sędzia: Luca Banti |

| 530 lipca 2013 | Olympique Lyon | 1:0   | Grasshopper Club Zurych |                                                             |
| 21:00 CET      | Biševac 64'    | (0:0) |                         | Stade de Gerland, Lyon Widzów: 27 331 Sędzia: Hüseyin Göçek |

### Rewanże
| 17 sierpnia 2013 | Zenit Petersburg                                          | 5:0   | FC Nordsjælland |                                                                      |
| 18:00 CET        | Szyrokow 26', 90+3' · Hulk 50' · Danny 62' · Arszawin 68' | (1:0) |                 | Stadion Pietrowski, Petersburg Widzów: 20 072 Sędzia: Serge Gumienny |

| 26 sierpnia 2013 | Fenerbahçe SK                    | 3:1   | Red Bull Salzburg |                                                                      |
| 20:45 CET        | Meireles 8' · Sow 17' · Webó 34' | (3:1) | 4' Soriano        | Fenerbahçe Şükrü Saracoğlu, Stambuł Widzów: 32 669 Sędzia: Paweł Gil |

| 37 sierpnia 2013 | Metalist Charków | 1:1   | PAOK FC   |                                                                |
| 19:00 CET        | Blanco 72'       | (0:0) | 83' Necid | Stadion Metalist, Charków Widzów: 39 286 Sędzia: Florian Mayer |

| 47 sierpnia 2013 | SV Zulte Waregem | 0:3   | PSV Eindhoven                            |                                                                         |
| 20:45 CET        |                  | (0:0) | 56' (k) Matavž · 73' Bakkali · 90' Maher | Stade Constant Vanden Stock, Bruksela Widzów: 6189 Sędzia: Felix Zwayer |

| 56 sierpnia 2013 | Grasshopper Club Zurych | 0:1   | Olympique Lyon      |                                                                     |
| 21:00 CET        |                         | (0:0) | 82' Clément Grenier | Letzigrund Stadion, Zurych Widzów: 9500 Sędzia: Antonio Mateu Lahoz |

## Runda play-off
W tej rundzie kwalifikacji utrzymany został podział na 2 części – dla mistrzów i niemistrzów poszczególnych federacji:
- do startu w rundzie play-off dla mistrzów uprawnionych będzie 10 drużyn (zwycięzców III rundy), z czego 5 będzie rozstawionych;
- do startu w rundzie play-off dla niemistrzów uprawnionych będzie 10 drużyn (w tym 5 zwycięzców III rundy), z czego 5 będzie rozstawionych.

Drużyny, które przegrają w tej rundzie, otrzymają prawo gry w fazie grupowej Ligi Europy UEFA.
    drużyny, które awansowały z III rundy kwalifikacyjnej
| Drużyny rozstawione | Drużyny rozstawione | Drużyny rozstawione | Drużyny rozstawione |
| Drużyna             | Wsp.                | Drużyna             | Wsp.                |
| ------------------- | ------------------- | ------------------- | ------------------- |
| FC Basel            | 59.785              | Viktoria Pilzno     | 28.745              |
| Celtic              | 37.538              | Dinamo Zagrzeb      | 25.916              |
| Steaua Bukareszt    | 35.604              |                     |                     |

| Drużyny nierozstawione | Drużyny nierozstawione | Drużyny nierozstawione | Drużyny nierozstawione |
| Drużyna                | Wsp.                   | Drużyna                | Wsp.                   |
| ---------------------- | ---------------------- | ---------------------- | ---------------------- |
| Austria Wiedeń         | 16.575                 | Łudogorec Razgrad      | 3.450                  |
| Legia Warszawa         | 13.650                 | Szachtior Karaganda    | 2.941                  |
| NK Maribor             | 9.941                  |                        |                        |

Wsp. – wartość współczynnika klubowego
Pogrubioną czcionką wyróżnione zespoły, które awansowały do kolejnej rundy.
| Drużyna 1                            | Wynik dwumeczu | Drużyna 2      | Pierwszy mecz | Drugi mecz |
| ------------------------------------ | -------------- | -------------- | ------------- | ---------- |
| Dinamo Zagrzeb                       | 3:4            | Austria Wiedeń | 0:2           | 3:2        |
| Łudogorec Razgrad                    | 2:6            | FC Basel       | 2:4           | 0:2        |
| Viktoria Pilzno                      | 4:1            | NK Maribor     | 3:1           | 1:0        |
| Szachtior Karaganda                  | 2:3            | Celtic         | 2:0           | 0:3        |
| Steaua Bukareszt                     | 3:3 (br.wyj.)  | Legia Warszawa | 1:1           | 2:2        |
| Po lewej gospodarz pierwszego meczu. |                |                |               |            |

### Pierwsze mecze
| 121 sierpnia 2013 | Dinamo Zagrzeb | 0:2   | Austria Wiedeń             |                                                      |
| 20:45 CET         |                | (0:0) | 68' Leovac · 75' Stanković | Maksimir, Zagrzeb Widzów: 21 729 Sędzia: Howard Webb |

| 221 sierpnia 2013 | Łudogorec Razgrad             | 2:4   | FC Basel                                         |                                                                                    |
| 20:45 CET         | Marcelinho 23' · Stoyanov 50' | (1:1) | 12', 57' Mohamed Salah · 64' Sio · 84' (k) Schär | Stadion Narodowy im. Wasiła Lewskiego, Sofia Widzów: 11 927 Sędzia: Wolfgang Stark |

| 320 sierpnia 2013 | Viktoria Pilzno                      | 3:1   | NK Maribor |                                                                  |
| 20:45 CET         | Čišovský 8' · Darida 58' · Ďuriš 90' | (1:0) | 66' Mejač  | Doosan Arena, Pilzno Widzów: 11 158 Sędzia: Olegário Benquerença |

| 420 sierpnia 2013 | Szachtior Karaganda                 | 2:0   | Celtic |                                                            |
| 17:00 CET         | Finonczenko 12' · Khizhnichenko 77' | (1:0) |        | Astana Arena, Astana Widzów: 20 000 Sędzia: Pavel Královec |

| 521 sierpnia 2013 | Steaua Bukareszt | 1:1   | Legia Warszawa |                                                                     |
| 20:45 CET         | Piovaccari 34'   | (1:0) | 53' Kosecki    | Stadionul Național, Bukareszt Widzów: 50 655 Sędzia: Nicola Rizzoli |

### Rewanże
| 127 sierpnia 2013 | Austria Wiedeń         | 2:3   | Dinamo Zagrzeb                             |                                                                 |
| 20:45 CET         | Mader 5' · Kienast 82' | (1:2) | 33' Brozović · 43' Fernándes · 70' Beqiraj | Generali Arena, Wiedeń Widzów: 10 500 Sędzia: Paolo Tagliavento |

| 227 sierpnia 2013 | FC Basel             | 2:0   | Łudogorec Razgrad |                                                              |
| 20:45 CET         | Frei 11' · Degen 79' | (1:0) |                   | St. Jakob-Park, Bazylea Widzów: 15 733 Sędzia: Willie Collum |

| 328 sierpnia 2013 | NK Maribor | 0:1   | Viktoria Pilzno |                                                                 |
| 20:45 CET         |            | (0:1) | 3' Tecl         | Stadion Ljudski vrt, Maribor Widzów: 12 306 Sędzia: Felix Brych |

| 428 sierpnia 2013 | Celtic                                      | 3:0   | Szachtior Karaganda |                                                               |
| 20:45 CET         | Commons 45+1' · Samaras 48' · Forrest 90+2' | (1:0) |                     | Celtic Park, Glasgow Widzów: 50 063 Sędzia: Svein Oddvar Moen |

| 527 sierpnia 2013 | Legia Warszawa                 | 2:2   | Steaua Bukareszt           |                                                            |
| 20:45 CET         | Radović 27' · Rzeźniczak 90+4' | (1:2) | 7' Stanciu · 9' Piovaccari | Pepsi Arena, Warszawa Widzów: 21 514 Sędzia: Pedro Proença |

    drużyny, które awansowały z III rundy kwalifikacyjnej
| Drużyny rozstawione | Drużyny rozstawione | Drużyny rozstawione | Drużyny rozstawione |
| Drużyna             | Wsp.                | Drużyna             | Wsp.                |
| ------------------- | ------------------- | ------------------- | ------------------- |
| Arsenal             | 113.592             | FC Schalke 04       | 84.922              |
| Olympique Lyon      | 95.800              | Zenit Petersburg    | 70.766              |
| Milan               | 93.829              |                     |                     |

| Drużyny nierozstawione | Drużyny nierozstawione | Drużyny nierozstawione | Drużyny nierozstawione |
| Drużyna                | Wsp.                   | Drużyna                | Wsp.                   |
| ---------------------- | ---------------------- | ---------------------- | ---------------------- |
| PSV Eindhoven          | 64.945                 | Real Sociedad          | 17.605                 |
| PAOK FC1               | 62.451                 | FC Paços de Ferreira   | 12.833                 |
| Fenerbahçe SK          | 46.400                 |                        |                        |

Wsp. – wartość współczynnika klubowego
Pogrubioną czcionką wyróżnione zespoły, które awansowały do kolejnej rundy.
| Drużyna 1                            | Wynik dwumeczu | Drużyna 2        | Pierwszy mecz | Drugi mecz |
| ------------------------------------ | -------------- | ---------------- | ------------- | ---------- |
| Olympique Lyon                       | 0:4            | Real Sociedad    | 0:2           | 0:2        |
| FC Schalke 04                        | 4:3            | PAOK FC1         | 1:1           | 3:2        |
| FC Paços de Ferreira                 | 3:8            | Zenit Petersburg | 1:4           | 2:4        |
| PSV Eindhoven                        | 1:4            | Milan            | 1:1           | 0:3        |
| Fenerbahçe SK                        | 0:5            | Arsenal          | 0:3           | 0:2        |
| Po lewej gospodarz pierwszego meczu. |                |                  |               |            |

1 Metalist Charków został wykluczony z europejskich pucharów przez UEFA. W związku z tym wolne miejsce zajął rywal Metalista w poprzedniej rundzie – PAOK FC.

### Pierwsze mecze
| 120 sierpnia 2013 | Olympique Lyon | 0:2   | Real Sociedad                 |                                                             |
| 20:45 CET         |                | (0:1) | 17' Griezmann · 50' Seferović | Stade de Gerland, Lyon Widzów: 35 000 Sędzia: Milorad Mažić |

| 221 sierpnia 2013 | FC Schalke 04 | 1:1   | PAOK FC   |                                                                     |
| 20:45 CET         | Farfán 32'    | (1:0) | 73' Stoch | Veltins-Arena, Gelsenkirchen Widzów: 52 444 Sędzia: Stéphane Lannoy |

| 320 sierpnia 2013 | FC Paços de Ferreira | 1:4   | Zenit Petersburg                          |                                                               |
| 20:45 CET         | André Leão 58'       | (0:1) | 27', 60', 90' Shirokov · 85' (sam.) Degra | Estádio do Dragão, Porto Widzów: 5000 Sędzia: Martin Atkinson |

| 420 sierpnia 2013 | PSV Eindhoven | 1:1   | Milan           |                                                              |
| 20:45 CET         | Matavž 61'    | (0:1) | 15' El Shaarawy | Philips Stadion, Eindhoven Widzów: 5000 Sędzia: Cüneyt Çakır |

| 521 sierpnia 2013 | Fenerbahçe SK | 0:3   | Arsenal                                 |                                                                            |
| 20:45 CET         |               | (0:0) | 51' Gibbs · 64' Ramsey · 77' (k) Giroud | Fenerbahçe Şükrü Saracoğlu, Stambuł Widzów: 40 375 Sędzia: Gianluca Rocchi |

### Rewanże
| 128 sierpnia 2013 | Real Sociedad   | 2:0   | Olympique Lyon |                                                                    |
| 20:45 CET         | Vela 67', 90+1' | (0:0) |                | Estadio Anoeta, San Sebastián Widzów: 28 955 Sędzia: Damir Skomina |

| 227 sierpnia 2013 | PAOK FC                          | 2:3   | FC Schalke 04                 |                                                            |
| 20:45 CET         | Atanasiadis 53' · Katsuranis 79' | (0:1) | 43', 90' Szalai · 67' Draxler | Toumba Stadium, Saloniki Widzów: 350 Sędzia: Björn Kuipers |

| 328 sierpnia 2013 | Zenit Petersburg                                 | 4:2   | FC Paços de Ferreira         |                                                                                |
| 18:00 CET         | Danny 30', 48' · Bukharov 66' · Arshavin 78' (k) | (1:0) | 67' Manuel José · 83' Carlão | Stadion Pietrowski, Petersburg Widzów: 21 507 Sędzia: Alberto Undiano Mallenco |

| 428 sierpnia 2013 | Milan                           | 3:0   | PSV Eindhoven |                                                            |
| 20:45 CET         | Boateng 9', 77' · Balotelli 55' | (1:0) |               | San Siro, Mediolan Widzów: 51 598 Sędzia: Mark Clattenburg |

| 527 sierpnia 2013 | Arsenal         | 2:0   | Fenerbahçe SK |                                                                         |
| 20:45 CET         | Ramsey 25', 72' | (1:0) |               | Emirates Stadium, Londyn Widzów: 56 271 Sędzia: Carlos Velasco Carballo |